# Myrmylia
Myrmylia (Mylia anomala) är en levermossart som först beskrevs av William Jackson Hooker, och fick sitt nu gällande namn av S. Gray. Myrmylia ingår i släktet mylior, och familjen Jungermanniaceae. Arten är reproducerande i Sverige.